# Rogata Grań (grań)

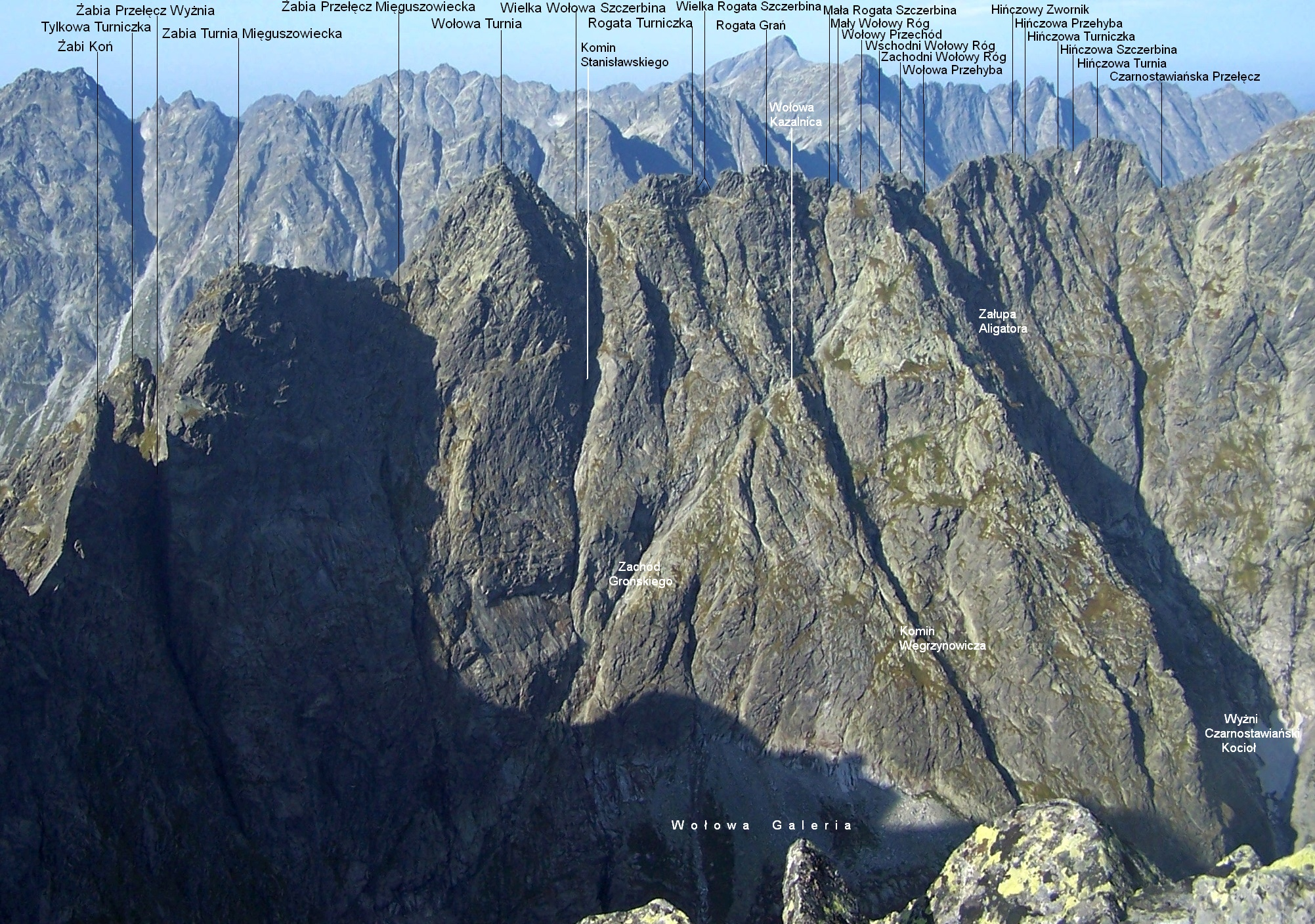
Widok z Rysów

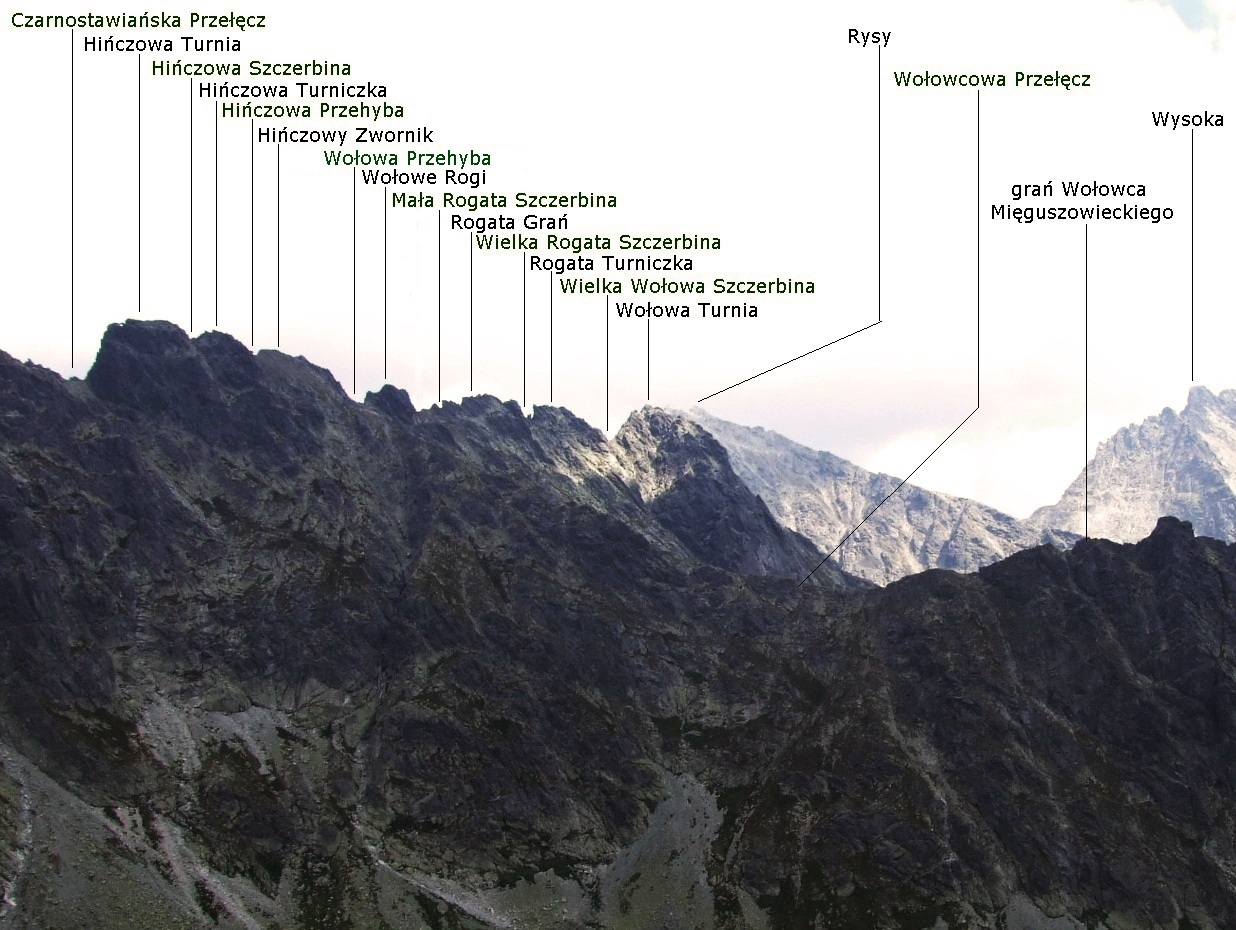
Widok z Wyżniej Koprowej Przełęczy

Rogata Grań (słow. Rohatý hrebeň) – odcinek grani Wołowego Grzbietu (Volí chrbát) w Tatrach Wysokich między Małą Rogatą Szczerbiną (ok. 2355 m) na zachodzie a Wielką Rogatą Szczerbiną (ok. 2355 m) na wschodzie. Znajduje się w głównej grani Tatr na granicy polsko-słowackiej.
Jest to poszarpany, nieco wznoszący się ku wschodowi odcinek grani. Na słowacką, południową stronę do Wołowej Kotlinki opada ściankami o wysokości do 30 m. W ściankach tych jest system półek, którymi prowadzi taternicka droga wspinaczkowa zwana Ścieżką Obejściową. Poniżej ścianek jest skalisto-trawiaste zbocze opadające na piargi Wołowcowej Równi. Na północną, polską stronę Rogata Grań opada do Zachodu Grońskiego ścianą o wysokości dochodzącej do 100 m.

## Taternictwo
Wołowy Grzbiet jest zamknięty dla turystów, dopuszczalne jest natomiast uprawianie na nim wspinaczki przez taterników, zarówno po polskiej, jak też słowackiej stronie.
Pierwszego wejścia na Małą Rogatą Szczerbinę dokonali Katherine Bröske i Simon Häberlein 11 września 1905 r. podczas przejścia grani Wołowego Grzbietu. Przejście ściśle granią od Czarnostawiańskiej Przełęczy do Wielkiej Wołowej Szczerbiny to miejscami I, miejscami II w skali UIAA. Czas przejścia 1 odz., 30 min.